# Mary Helen Wright Greuter
Mary Helen Wright Greuter (20 de diciembre de 1914 - 23 de octubre de 1997) fue una astrónoma e historiadora estadounidense, autora y editora de publicaciones sobre la historia y la metodología de las ciencias, incluida la antropología, la arqueología, las matemáticas y la física.

## Primeros años
Nacida en Washington D. C., Wright fue hija del geofísico Frederick Eugene Wright y de Kathleen Ethel Finley. Fue conocida profesionalmente por su primer apellido, Wright. Tuvo dos hermanos William F. Wright y Kenneth A. Wright.
Se educó en la Madeira School, se graduó en el Bennett Junior College (1934) y se licenció por el Vassar College (1937); donde también obtuvo una maestría en astronomía (1939).

## Carrera
A través de su padre, quien dirigió el Proyecto Lunar del Instituto Carnegie en el Observatorio del Monte Wilson, Wright se familiarizó con el personal del observatorio y consiguió un trabajo como asistente en 1937, investigando la historia de sus telescopios; y ese mismo año, trabajó como asistente en el Observatorio del Vassar College. También trabajó como asistente en el Observatorio Naval de los Estados Unidos en Washington D. C. (1942-43); y posteriormente se incorporó al Observatorio Palomar..
En 1943 se convirtió en autora y editora independiente. Sus obras más conocidas incluyen "Explorador del universo: una biografía de George Ellery Hale" (1966) y "Barrendero del cielo": la vida de Maria Mitchell (1949). Wright fue elegida miembro de la American Astronomical Society, de la Sociedad de Historia de la Ciencia y de la Unión Astronómica Internacional.

## Vida personal
Se casó y luego se divorció del artista John Franklin Hawkins, y posteriormente se casó con Rene Greuter en 1967, aunque no tuvo hijos. Pasaba los veranos en las islas Thousand, y a lo largo de su vida residió en Washington, Nueva Jersey y Nantucket. También era aficionada a la escultura.
Murió de un infarto agudo de miocardio en 1997 en Washington D. C.